# Franco De Pedrina
Franco De Pedrina (ur. 27 stycznia 1941 w Cino) – włoski wioślarz, srebrny medalista olimpijski.

## Kariera
Wystąpił na igrzyskach olimpijskich w Tokio w 1964, gdzie Włosi w składzie: Renato Bosatta, Emilio Trivini, Giuseppe Galante, Franco De Pedrina i Giovanni Spinola (sternik) zajęli drugie miejsce w czwórkach ze sternikiem. Uplasowali się o 2,44 sekundy za Wspólną Reprezentacją Niemiec i 3,62 sekundy przed Holendrami. Był to jego jedyny start olimpijski.
Ponadto zdobył brązowy medal w czwórce ze sternikiem na mistrzostwach Europy w Amsterdamie (1964). 